# Brikettfabrik Fortschritt
Die Brikettfabrik Fortschritt war eine Brikettfabrik in Schwarzheide in Brandenburg. Sie wurde 1912 als Brikettfabrik Victoria III von der Niederlausitzer Braunkohlen Gesellschaft in Betrieb genommen. Die letzte Schicht der Fabrik wurde am 31. März 1995 gefahren. Danach erfolgte ihr Rückbau, alle zum Fabrikgelände gehörenden Anlagen wurden demontiert und die Gebäude wurden weitgehend abgerissen.
Von 1948 bis 1951 wurde die Brikettfabrik nach Ferdinand Lassalle benannt.

## Standort
Die Brikettfabrik befand sich nordwestlich der Ortschaft Naundorf (Schwarzheide-Ost) parallel zur Cottbus-Großenhainer Eisenbahn, in Fahrtrichtung Cottbus links zur Bahnstrecke, nordöstlich zum früheren Großen Scyroteich in den Pößnitzauen und den BRABAG-Werken (heute BASF Schwarzheide), sowie südöstlich zu Krügers Mühle, der Ortschaft Schipkau (damals Zschipkau) und dem ehemaligen Bahnhof Zschipkau an der einstigen Zschipkau-Finsterwalder Eisenbahn.
Heute befindet sich am Standort eine Parkanlage mit einer Gedenk- und Infotafel. Die dort entstandene Parkanlage wird von drei Teichen umgeben: östlich der kleine Fabrikteich, nördlich der Wildschweinteich – eine frühere Tagebaugrube und Kühlteich der Victoria, der im Volksmund auch als Victoriasee bezeichnet wird –, sowie der südwestlich gelegene Kabelbaggerteich, der ein Überbleibsel des Großen Scyroteichs sein dürfte. In westlicher Richtung führt die alte Schipkauer Zufahrtsstraße von Krügers Mühle und Galgenberg. Eine historische Poststraße kreuzt mehrere Straßenabschnitte bei Krügers Mühle und Galgenberg. Die ehemalige Hauptzufahrtsstraße mit dem Namen „Am Werk Fortschritt“ führt nordöstlich aus der Gartenstadt Marga (Brieske) und südwestlich aus der Ortschaft Naundorf und der Kolonie Victoria (Schwarzheide-Ost) zum früheren Werksgelände.

## Geschichte
Ab 1912 wurde die Grube Victoria III erschlossen und die Brikettfabrik erbaut.
Nordöstlich von Naundorf (Schwarzheide-Ost) entstand die gleichnamige Bergarbeitersiedlung Victoria (Kolonie Victoria). Die Bevölkerung in Schwarzheide und den Nachbarorten wuchs, die Ortschaften und das Umland veränderten sich zunehmend. Im Jahr 1937 hatte Schwarzheide bereits über 5.000 Einwohner. In den hundert Jahren zuvor entstanden in der gesamten Umgebung mehrere Gruben, Brikettfabriken und andere von der Braunkohle profitierende Industrien.
Neben der rasanten Bevölkerungsentwicklung war vor allem der mit dem Braunkohlen-Bergbau sinkende Grundwasserspiegel und die damit verbundene Zerstörung der Fluss- und Auenlandschaften prägend. Flüsse und Bäche wurden weitgehend kanalisiert, die meisten Teiche und Sümpfe vertrockneten, wurden zugeschüttet oder von Tagebaugruben erfasst. Um dem entgegenzuwirken, wurden einige der bereits ausgebeuteten Gruben geflutet. Dies führte jedoch zu mehreren Erdrutschungen, zuletzt in den Jahren 1973 und 1979: Im Jahr 1973 rutschte das Erdreich am Rohkohlegleis und der Zufahrtsstraße aus Schipkau. Gleis und Straßen wurden zerstört und mussten neu errichtet werden. Im Jahr 1979 rutschte der Bunker, womit die Fabrikwasserhaltung ebenfalls völlig zerstört wurde. Ein Großteil der Schäden wurde erst in der Wendezeit 1989/90 behoben und die Fabrikanlage wurde 1990 nahezu noch einmal neuaufgebaut. Mit der aufkommenden Ölfeuerung und den Preissteigerungen im Zuge der Einführung der D-Mark, als auch dem Rückgang der Kohleförderung in den umliegenden Tagebauen wurde die Brikettfabrik unrentabel; ihr Betrieb wurde Ende März 1995 eingestellt.

### Zweiter Weltkrieg
Während des Zweiten Weltkrieges wurden nahe dem Fabrikgelände in zwei Lagern alliierte und sowjetische Kriegsgefangene inhaftiert.